# Kunihiko Muroi
Kunihiko Muroi (室井 邦彦, Muroi Kunihiko), né le 10 avril 1947 à Kyoto (préfecture de Kyoto) et mort le 3 janvier 2024 à Amagasaki (préfecture de Hyōgo), est un homme politique japonais du parti initiatives d'Osaka, membre de la chambre des conseillers à la diète (législature nationale). Originaire d'Amagasaki et décrocheur de l'université Ōtemon gakuin, il a siégé à l'assemblée de la ville d'Amagasaki pendant un mandat depuis 1983 et à l'assemblée de la préfecture de Hyōgo pendant deux mandats depuis 1991. Après deux élections infructueuses en 1996 et 2000, il est élu pour la première fois à la chambre des représentants en 2003. Il a perdu son siège en 2005 mais a été élu pour la première fois à la chambre des conseillers en 2007.
Muroi est décédé d'une insuffisance hépatique le 3 janvier 2024, à l'âge de 76 ans.